# Dichloressigsäure
Dichloressigsäure (kurz DCA, von englisch Dichloroacetic Acid) ist eine chlorierte Essigsäure, bei der zwei Wasserstoffatome der Methylgruppe durch zwei Chloratome substituiert sind. Die Salze werden als Dichloracetate bezeichnet.

## Vorkommen
Dichloressigsäure kann in gechlortem Trinkwasser bei Kontakt mit organischer Materie entstehen.

## Gewinnung und Darstellung
Dichloressigsäure kann aus Trichloressigsäure oder bei der Reaktion von Essigsäure mit Chlor gewonnen werden, wobei allerdings ein Gemisch von Mono-, Di- und Trichloressigsäure entsteht, das nur schwer aufzutrennen ist. Ein direkter Zugang ergibt sich über die Umsetzung von Chloralhydrat und Kaliumcyanid oder Kaliumhexacyanidoferrat(II) in wässriger Lösung durch Kochen unter Rückfluss.

## Verwendung
Dichloressigsäure wird als Lösungsmittel sowie als Ausgangsstoff zur Synthese anderer Chemikalien (etwa Sulfonamide) benutzt.

### Arzneistoff
In klinischen Studien wird die Anwendung von Dichloracetat als Arzneistoff bei mehreren Erkrankungen  geprüft. Bei der Laktatazidose kann es möglicherweise die Enzym-eigene Kinase des Enzymkomplexes Pyruvat-Dehydrogenase hemmen. Bei Morbus Crohn erwies es sich an Mäusen als wirksam, durch Anregung der Darmregeneration und Steigerung der Mitochondrien-Funktion.
Seit einer wissenschaftlichen Veröffentlichung im Januar 2007 ist ein Einsatz als Arzneistoff auch gegen spezielle Krebsformen Gegenstand von Untersuchungen. Für eine Zulassung liegen bisher keine ausreichenden Belege der klinischen Wirksamkeit und Sicherheit vor. Eine Studie musste 2006 wegen Nervenschädigungen abgebrochen werden.

## Sicherheitshinweise
Die IARC stufte Dichloressigsäure im Jahr 2014 als möglicherweise krebserzeugend ein.